# Jean-Baptiste Outhay Thepmany
Jean-Baptiste Outhay Thepmany (Thakhek, 1935 – 19 marzo 1998) è stato un vescovo cattolico laotiano.

## Biografia
Jean-Baptiste Outhay Thepmany nacque nel 1935 a Thakhek, capoluogo del distretto di Thakhek e della provincia di Khammouan e all'epoca Indocina francese.
Fu ordinato presbitero il 29 giugno 1963. 
Dopo 12 anni di servizio pastorale, il 10 luglio 1975 papa Paolo VI lo nominò vicario apostolico di Savannakhet assegnandogli la sede titolare di Sfasferia. Ricevette l'ordinazione episcopale il 24 agosto successivo per imposizione delle mani del vescovo Thomas Khamphan. 
Durante il suo ministero fu presidente della Conferenza episcopale del Laos e della Cambogia dal 1987 al 1995.
Resse il vicariato per quasi 22 anni, rassegnando le proprie dimissioni il 21 aprile 1997 per motivi di salute. Morì il 19 marzo 1998 all'età di 63 anni.

## Genealogia episcopale
La genealogia episcopale è:
- Cardinale Scipione Rebiba
- Cardinale Giulio Antonio Santori
- Cardinale Girolamo Bernerio, O.P.
- Arcivescovo Galeazzo Sanvitale
- Cardinale Ludovico Ludovisi
- Cardinale Luigi Caetani
- Cardinale Ulderico Carpegna
- Cardinale Paluzzo Paluzzi Altieri degli Albertoni
- Papa Benedetto XIII
- Papa Benedetto XIV
- Papa Clemente XIII
- Cardinale Marcantonio Colonna
- Cardinale Giacinto Sigismondo Gerdil, B.
- Cardinale Giulio Maria della Somaglia
- Cardinale Carlo Odescalchi, S.I.
- Cardinale Costantino Patrizi Naro
- Cardinale Lucido Maria Parocchi
- Papa Pio X
- Papa Benedetto XV
- Papa Pio XII
- Cardinale Eugène Tisserant
- Papa Paolo VI
- Vescovo Thomas Nantha
- Vescovo Thomas Khamphan
- Vescovo Jean-Baptiste Outhay Thepmany